# Wilhelm Amsinck (Politiker)

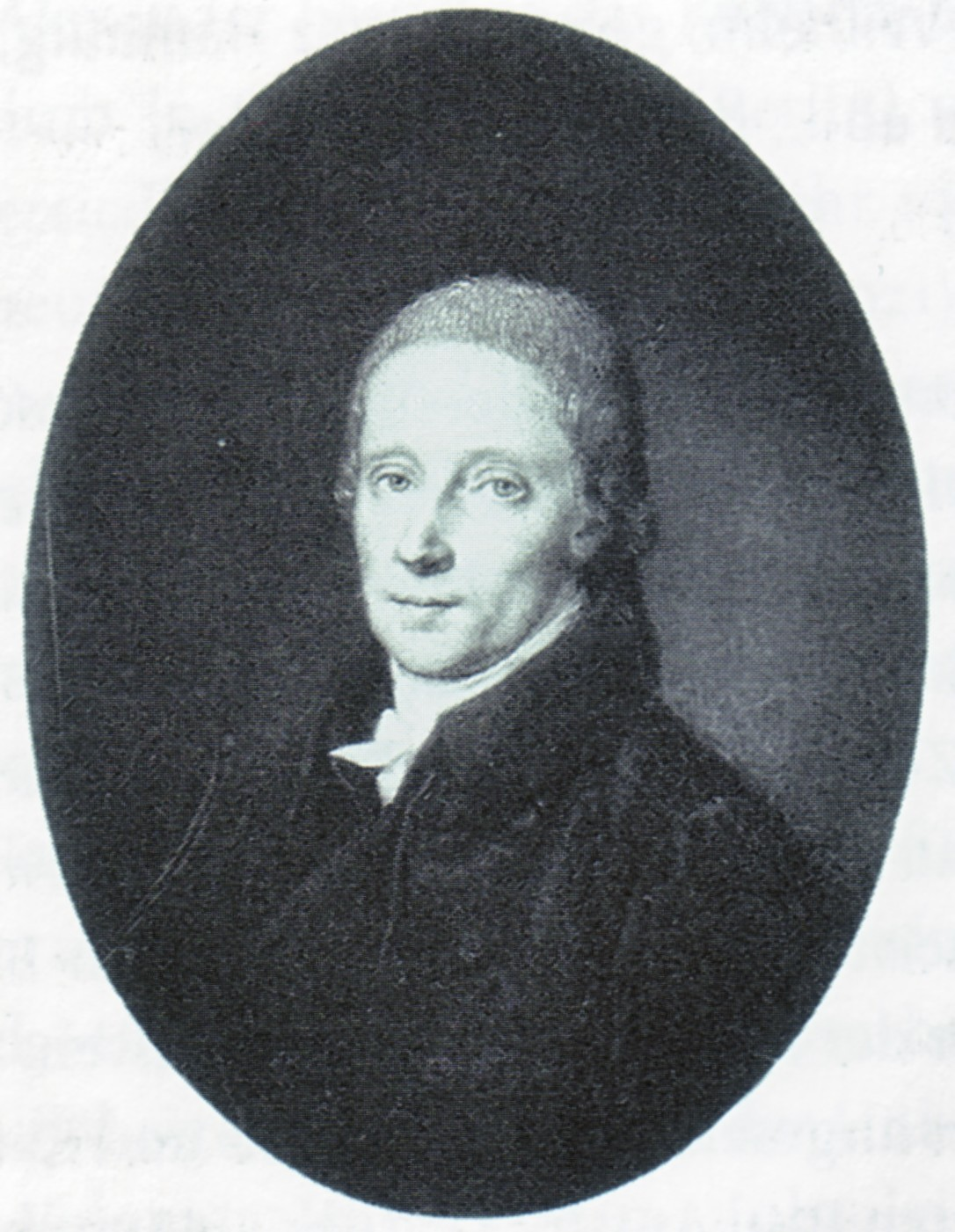
Wilhelm Amsinck

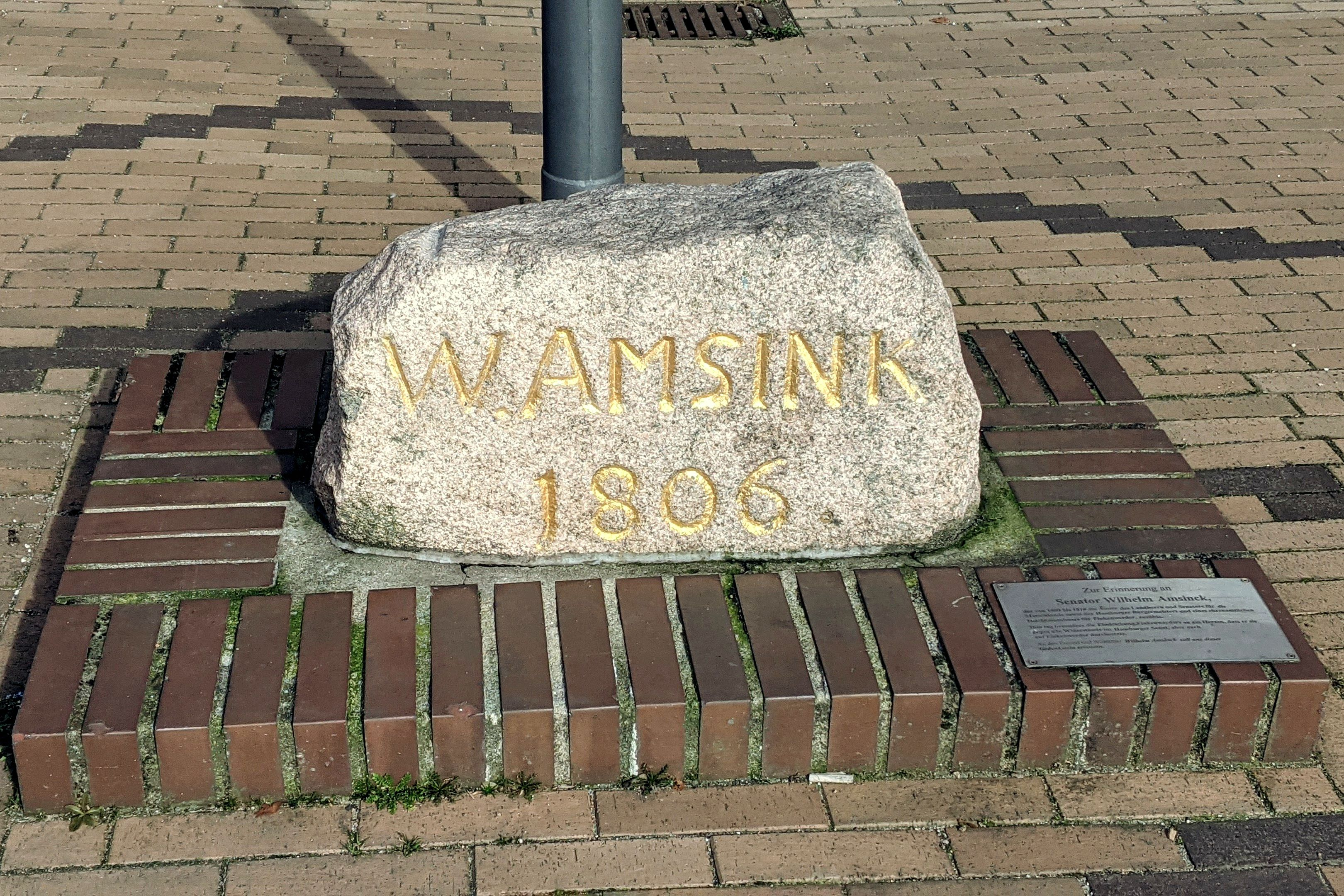
Der Amsinck-Stein (mit falscher Namensschreibung) in Finkenwerder erinnert an den früheren „Landherrn“.

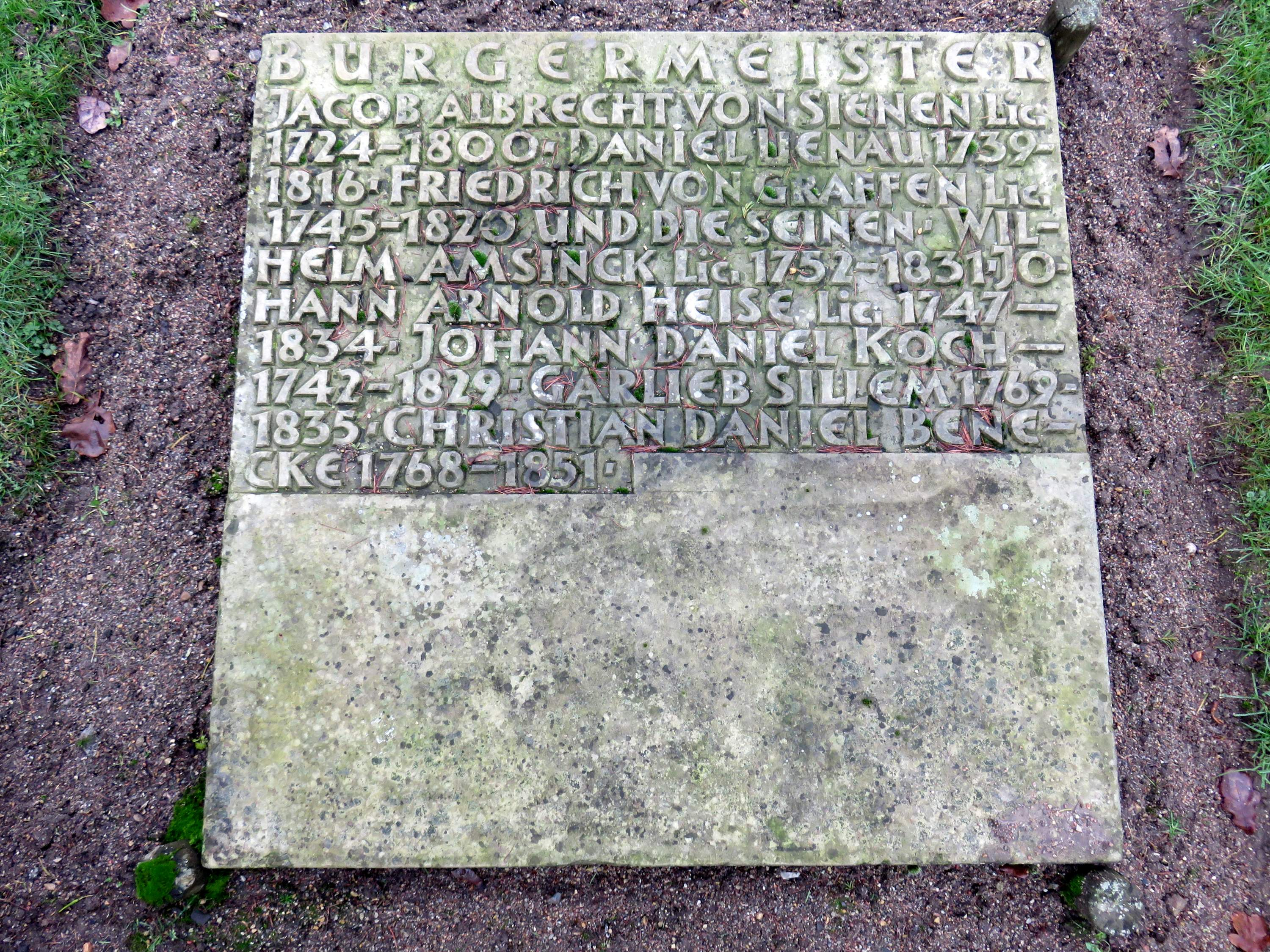
Sammelgrabmaltafel Althamburgischer Gedächtnisfriedhof

Wilhelm Amsinck (* 5. Januar 1752 in Hamburg; † 21. Juni 1831 ebenda) war ein deutscher Politiker, Hamburger Senator und Bürgermeister.

## Leben
Der Sohn des Kaufmanns und Kämmereiverordneten Paul Amsinck (1714–1777) besuchte das Johanneum und das Akademische Gymnasium in Hamburg und studierte von 1771 bis 1774 in Leipzig und Göttingen, wo er zum Licentiaten der Rechte promoviert wurde. Anschließend unternahm er eine Bildungsreise, wurde 1795 zum Richter am Niedergericht gewählt und ließ sich danach als Advokat nieder.
Am 17. Januar 1786 wurde er in den Hamburger Rat gewählt und war zunächst vor allem auf diplomatischem Gebiet tätig: So vertrat er seine Heimatstadt auf dem Rastatter Kongress, der über die Folgen der Abtretung des linken Rheinufers an Frankreich beriet. Von 1800 bis 1802 war Amsinck Landherr für Bill- und Ochsenwerder und verfasste über diese Zeit einen ausführlichen Bericht, der einen detaillierten Einblick in die damaligen Lebensverhältnisse im Hamburger Landgebiet gibt und als bedeutende historische Quelle gilt. Außerdem war Amsinck am Erwerb der Elbinseln Peute und Müggenburg (heute Teil von Finkenwerder) beteiligt, woran ein Gedenkstein auf dem Finkenwerder Elbdeich erinnert.
Am 23. Oktober 1802 wurde Amsinck zum Bürgermeister gewählt. In seine Amtszeit fielen die Verhandlungen um den Reichsdeputationshauptschluss 1803, die Verhängung der Kontinentalsperre 1806, die den Handelsinteressen Hamburgs schweren Schaden zufügte, sowie die französische Besetzung Hamburgs im gleichen Jahr. Als die Stadt 1811 schließlich von Napoleon in das neu gebildete Departement der Elbmündung einverleibt wurde, lehnte Amsinck das Angebot ab, an die Spitze einer neuen, französischen Stadtregierung zu treten, und zog sich ins Privatleben zurück. Neuer Maire wurde unterdessen Amandus Augustus Abendroth, dem Amsinck nach dessen Tod erneut als Bürgermeister nachfolgen sollte.
Nach der Befreiung Hamburgs 1814 kehrte Amsinck ins Amt zurück und setzte sich in der Folgezeit für hohe Reparationsforderungen an Frankreich ein, außerdem vertrat er eine Politik der außenpolitischen Neutralität (Abbruch der Stadtbefestigung) und Eigenständigkeit Hamburgs. Innenpolitischen Reformen stand er skeptisch gegenüber.
Für seine Verdienste um die Gründung des Botanischen Gartens wurde Amsinck 1831 durch die Benennung eines Raublattgewächses auf den Namen Amsinckia geehrt.
Wilhelm Amsinck wurde auf einem heute nicht mehr existierenden Friedhof in Hamburg beigesetzt. Später wurden seine Gebeine auf den Althamburgischen Gedächtnisfriedhof, eine spezielle Anlage innerhalb des Ohlsdorfer Friedhofs, überführt (Sammelgrabmal Bürgermeister).

### Familie
Er heiratete 1785 Elisabeth Schuback (* 28. Oktober 1764; † 13. März 1794), die einzige Tochter des Kaufmanns Johannes Schuback. Das Paar hatte sechs Kinder, darunter Johannes Amsinck (1792–1879), Erbe des Handelshauses Johannes Schuback & Söhne und der spätere Senatssyndikus Wilhelm Amsinck (1793–1874, verheiratet mit Maria von Schwartz (1805–1877)).

## Schriften
- Aufzeichnungen des Senator und Landherrn Lict. Wilhelm Amsinck über seine Verwaltung der Landherrenschaft von Bill- und Ochsenwärder 1800–1801, hrsg. von Johann Friedrich Voigt, Hamburg 1911. (Digitalisat)
- Materialien zur richtigen Beurtheilung der wesentlichsten Rechtsverhältnisse zwischen Hamburg und Frankreich (1815)
- Zurückweisung gewisser lästernder Urtheile den Commerz-Tractat zwischen Frankreich und Hamburg betreffend (1803)
- Eines freyen teutschen Mannes freymüthige Betrachtungen über kriegerische Maaßregeln zur Hemmung des Handels und deren verderbliche Folgen (1801)
- De Impugnatione Resignationis Ex Iure Hamburgensi Dissertatio Inauguralis. Dissertation, Göttingen 1774. (Digitalisat)